# Falana

Mapa de Tesalia en la época de la tercera guerra macedónica donde se aprecia la situación de la ciudad de Falana cerca del río Peneo.

Falana (en griego, Φάλαννα) es el nombre de una antigua ciudad griega de Tesalia. Sus habitantes se llamaban falaneos.
Estrabón la situaba en el distrito de Perrebia, a orillas del río Peneo, cerca del valle del Tempe, aunque también menciona que algunos consideraban que Falana era la acrópolis de Orta.
Es mencionada también por Tito Livio, cerca de Milas y Girtón, en el marco de la tercera guerra macedónica entre romanos y tropas de Perseo de Macedonia.